# Arvid Thörn
Arvid Thörn (ur. 19 lutego 1911 w Grängesbergu, zm. 2 grudnia 1986) – szwedzki piłkarz, grający na pozycji napastnika.

## Kariera klubowa
Podczas kariery piłkarskiej Arvid Thörn występował w IFK Grängesberg i Örebro SK.

## Kariera reprezentacyjna
W reprezentacji Szwecji Thörn zadebiutował 18 lipca 1930 wygranym 5-1 towarzyskim meczu z Estonią. Był to udany debiut, gdyż Thörn w 38 min. zdobył trzecią bramkę dla Szwecji. Drugi i ostatni raz w reprezentacji miał miejsce 22 lipca 1930 w wygranym 5-0 towarzyskim meczu z Łotwą. W 1934 József Nagy, ówczesny selekcjoner reprezentacji Szwecji powołał Thörna na mistrzostwa świata, na których był rezerwowym.
| Mecze i gole w reprezentacji | Mecze i gole w reprezentacji | Mecze i gole w reprezentacji | Mecze i gole w reprezentacji | Mecze i gole w reprezentacji | Mecze i gole w reprezentacji | Mecze i gole w reprezentacji |
| #                            | Data                         | Miasto                       | Przeciwnik                   | Gol                          | Wynik                        |                              |
| ---------------------------- | ---------------------------- | ---------------------------- | ---------------------------- | ---------------------------- | ---------------------------- | ---------------------------- |
| 1.                           | 18.07.1930                   | Tallinn                      | Estonia                      | Gol                          | 5:1                          | towarzyski                   |
| 2.                           | 22.07.1930                   | Ryga                         | Łotwa                        |                              | 5:0                          | towarzyski                   |